# Myllaena oahuensis
Myllaena oahuensis är en skalbaggsart som beskrevs av Blackburn 1885. Myllaena oahuensis ingår i släktet Myllaena och familjen kortvingar. Inga underarter finns listade i Catalogue of Life.